# Campeonato Europeo de Hockey sobre Hierba Masculino de 2007
El XI Campeonato Europeo de Hockey sobre Hierba Masculino se celebró en Mánchester (Reino Unido), entre el 18 y el 26 de agosto de 2007 bajo la organización de la Federación Europea de Hockey (EHF) y la Federación Inglesa de Hockey.
Participaron 8 equipos nacionales divididos en dos grupos. Los partidos se realizaron en los campos del Centro de Hockey Belle Vue de la ciudad inglesa.

## Grupos
| Grupo A         | Grupo B      |
| --------------- | ------------ |
| Alemania        | España       |
| Inglaterra      | Países Bajos |
| Bélgica         | Francia      |
| República Checa | Irlanda      |

## Ronda preliminar

### Grupo A
| Equipo          | J | G | E | P | GF | GC | DG  | PTS |
| --------------- | - | - | - | - | -- | -- | --- | --- |
| Alemania        | 3 | 2 | 1 | 0 | 10 | 2  | +8  | 7   |
| Bélgica         | 3 | 1 | 2 | 0 | 10 | 4  | +6  | 5   |
| Inglaterra      | 3 | 1 | 1 | 1 | 9  | 5  | +4  | 4   |
| República Checa | 3 | 0 | 0 | 3 | 0  | 18 | -18 | 0   |

- Resultados

| Fecha    | Hora¹ | Partido         | Partido | Partido         | Resultado |
| -------- | ----- | --------------- | ------- | --------------- | --------- |
| 19.08.07 | 10:00 | Alemania        | -       | República Checa | 5-0       |
| 19.08.07 | 12:00 | Inglaterra      | -       | Bélgica         | 2-2       |
| 20.08.07 | 17:00 | Alemania        | -       | Bélgica         | 2-2       |
| 20.08.07 | 19:00 | Inglaterra      | -       | República Checa | 7-0       |
| 22.08.07 | 15:00 | República Checa | -       | Bélgica         | 0-6       |
| 22.08.07 | 19:00 | Inglaterra      | -       | Alemania        | 0-3       |

- (¹) -  Hora local de Mánchester (UTC+1)

### Grupo B
| Equipo       | J | G | E | P | GF | GC | DG  | PTS |
| ------------ | - | - | - | - | -- | -- | --- | --- |
| Países Bajos | 3 | 3 | 0 | 0 | 13 | 5  | +8  | 9   |
| España       | 3 | 1 | 1 | 1 | 9  | 5  | +4  | 4   |
| Francia      | 3 | 1 | 0 | 2 | 4  | 14 | -10 | 3   |
| Irlanda      | 3 | 0 | 1 | 3 | 1  | 3  | -2  | 1   |

- Resultados

| Fecha    | Hora¹ | Partido      | Partido | Partido      | Resultado |
| -------- | ----- | ------------ | ------- | ------------ | --------- |
| 19.08.07 | 14:00 | España       | -       | Irlanda      | 1-1       |
| 19.08.07 | 16:00 | Países Bajos | -       | Francia      | 8-3       |
| 21.08.07 | 09:00 | España       | -       | Francia      | 6-0       |
| 21.08.07 | 11:00 | Países Bajos | -       | Irlanda      | 1-0       |
| 22.08.07 | 13:00 | Francia      | -       | Irlanda      | 1-0       |
| 22.08.07 | 17:00 | España       | -       | Países Bajos | 2-4       |

- (¹) -  Hora local de Mánchester (UTC+1)

## Fase final

### Puestos 5.º a 8.º
| Equipo          | J | G | E | P | GF | GC | DG  | Pts |
| --------------- | - | - | - | - | -- | -- | --- | --- |
| Inglaterra      | 3 | 2 | 1 | 0 | 15 | 1  | +14 | 7   |
| Francia         | 3 | 2 | 0 | 1 | 4  | 7  | -3  | 6   |
| Irlanda         | 3 | 1 | 1 | 1 | 11 | 2  | +9  | 4   |
| República Checa | 3 | 0 | 0 | 3 | 0  | 20 | -20 | 0   |

| Fecha    | Hora¹ | Partido         | Partido | Partido         | Resultado |
| -------- | ----- | --------------- | ------- | --------------- | --------- |
| 24.08.07 | 13:00 | Inglaterra      | -       | Irlanda         | 1-1       |
| 24.08.07 | 15:00 | Francia         | -       | República Checa | 3-0       |
| 26.08.07 | 10:00 | República Checa | -       | Irlanda         | 0-10      |
| 26.08.07 | 12:00 | Inglaterra      | -       | Francia         | 7-0       |

- (¹) -  Hora local de Mánchester (UTC+1)

### Semifinales
| Fecha    | Hora¹ | Partido      | Partido | Partido  | Resultado         |
| -------- | ----- | ------------ | ------- | -------- | ----------------- |
| 24.08.07 | 16:00 | Países Bajos | -       | Bélgica  | 7-2               |
| 24.08.07 | 18:30 | España       | -       | Alemania | 3-3 4-2 (t. pen.) |

- (¹) -  Hora local de Mánchester (UTC+1)

### Tercer lugar
| Fecha    | Hora¹ | Partido  | Partido | Partido | Resultado |
| -------- | ----- | -------- | ------- | ------- | --------- |
| 26.08.07 | 13:00 | Alemania | -       | Bélgica | 3-4       |

- (¹) -  Hora local de Mánchester (UTC+1)

### Final
| Fecha    | Hora¹ | Partido | Partido | Partido      | Resultado |
| -------- | ----- | ------- | ------- | ------------ | --------- |
| 26.08.07 | 15:30 | España  | -       | Países Bajos | 2-3       |

- (¹) -  Hora local de Mánchester (UTC+1)

## Medallero
|              |        |         |
| Países Bajos | España | Bélgica |

## Estadísticas

### Clasificación general
| 1. Países Bajos    |
| 2. España          |
| 3. Bélgica         |
| 4. Alemania        |
| 5. Inglaterra      |
| 6. Francia         |
| 7. Irlanda         |
| 8. República Checa |

### Máximos goleadores
| Jugador            | Selección    | Goles |
| ------------------ | ------------ | ----- |
| Taeke Taekema      | Países Bajos | 16    |
| Xavier Ribas       | España       | 7     |
| John-John Dohmen   | Bélgica      | 4     |
| Richard Mantell    | Inglaterra   | 4     |
| Matthias Witthaus  | Alemania     | 4     |
| Christopher Zeller | Alemania     | 4     |

| Predecesor: Campeonato Europeo de Hockey sobre Hierba Masculino de 2005 | Campeonato Europeo de Hockey sobre Hierba 2007 | Sucesor: Campeonato Europeo de Hockey sobre Hierba Masculino de 2009 |

- Datos: Q929925